# جو كومفورت
جو كومفورت (بالإنجليزية: Joe Comfort)‏ هو عازف جاز أمريكي، ولد في 18 يوليو 1917، وتوفي في 29 أكتوبر 1988.

## وصلات خارجية
- جو كومفورت على موقع IMDb (الإنجليزية)
- جو كومفورت على موقع ميوزك برينز (الإنجليزية)
- جو كومفورت على موقع أول ميوزيك (الإنجليزية)
- جو كومفورت على موقع ديسكوغز (الإنجليزية)